# 千本山
千本山（せんぼんやま）は、高知県安芸郡馬路村にあり、海部山地西部にある標高1,084.5mの山である。
魚梁瀬ダム湖の北に位置し、降雨量が多く日本三大美林（秋田杉・吉野杉・魚梁瀬杉）の一つの魚梁瀬杉を育んできた。登山途中の巨杉群は壮観で山名の由来にもなっている。
登山コースは千年橋から登るコースだけで、山頂も展望は望めないが杉林を堪能できる。

## ギャラリー

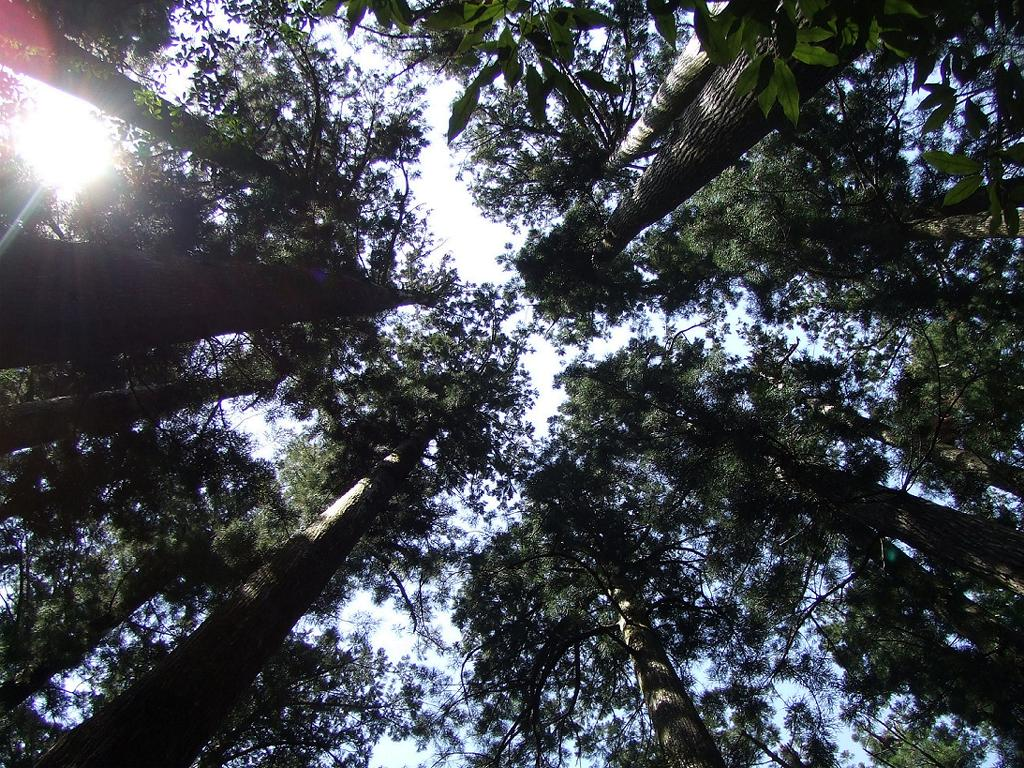
鉢巻落とし
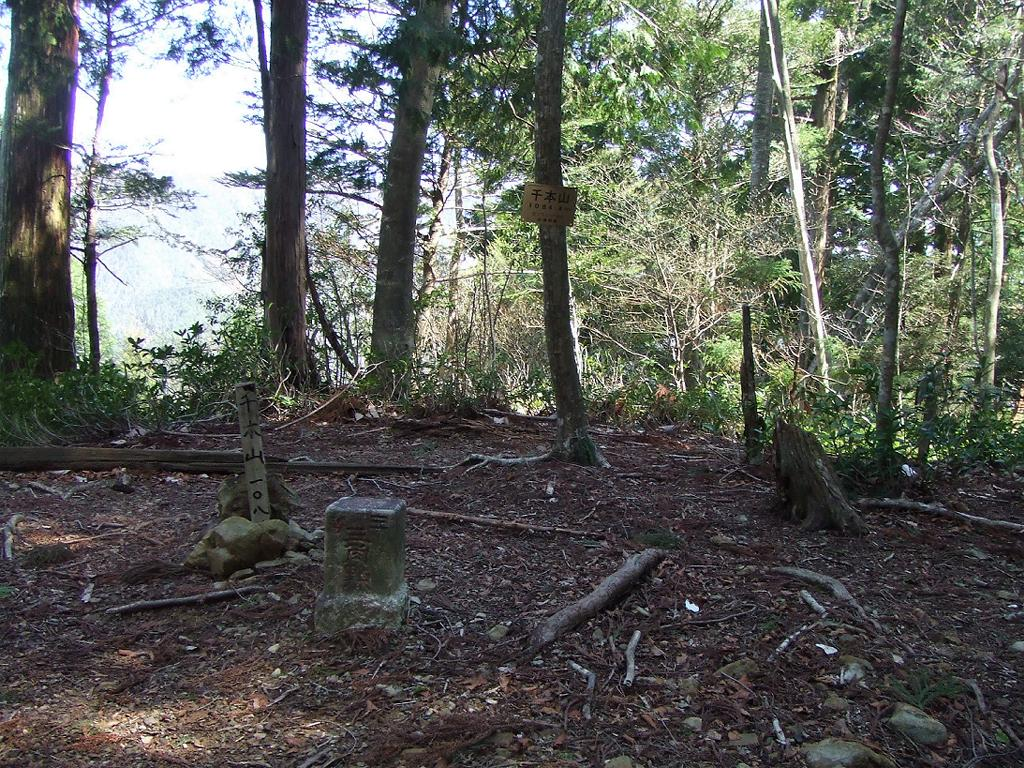
頂上